# Bang Klam
Bang Klam (em tailandês: บางกล่ำ) é um distrito da província de Songkhla, no sul da Tailândia. É um dos 16 distritos que compõem a província. Sua população, de acordo com dados de 2012, era de 28 400 habitantes, e sua área territorial é de 147,8 km².